# 森口芽衣
森口 芽衣（もりぐち めい、12月19日 - ）は、日本の女性声優。ぷろだくしょん★A組（ジュニア）所属。東京都出身。旧芸名は市川 まゆ美（いちかわ まゆみ）。

## 出演

### テレビアニメ
- クレヨンしんちゃん

2001年
- 犬夜叉（2001年 - 2002年、女、娘）

2002年
- 十二国記（馬車の客）

2003年
- アストロボーイ・鉄腕アトム（ウエイトレスロボ）
- GAD GUARD（店員）
- キノの旅 -the Beautiful World-（ポーター板）

2004年
- サムライチャンプルー（女郎）
- 蒼穹のファフナー（幼少の甲洋）
- 鋼の錬金術師（子供）
- 妄想代理人

### 劇場アニメ
- 東京ゴッドファーザーズ（2008年）

### OVA
- ナースウィッチ小麦ちゃんマジカルて（2002年、女性司会者）

### 吹き替え
- 悪魔の毒々モンスター
- アンデルセン・ストーリーズ
- アンドロメダ4
- 愛しのローズマリー
- エアポート'04（ミリー）
- 女三銃士
- CAN OF WORMS
- ギャング・オブ・ニューヨーク（子供のころのジェニー）
- グレイズ・アナトミー 恋の解剖学（グウェン）
- クロウvsクロウ（シェリー）
- こちらブルームーン探偵社
- ザ・ヴァイキング
- ザ・ケープ 漆黒のヒーロー
- サスペリア
- THE TUDORS〜背徳の王冠〜シーズン1
- CSI:科学捜査班（リサ）
- ジェヴォーダンの獣（娼婦）
- ジャック・ザ・リッパー
- 白と黒の恋人たち
- セーラムズロット（ルース・クロケット）
- 善徳女王
- タイムリミット
- 堕天使のパスポート
- ダンス・オブ・テロリスト
- チャームド 〜魔女3姉妹〜
- ディープ・ライジング コンクエスト
- デス・オブ・ザ・クロウ（シェリー）
- デトネーター
- 10.5
- ドクター・ドリトル2（エルドンの妻）
- Dr.HOUSE
- ドクター・フー
- 鳥
- トロイ
- ハードラック
- 花咲ける騎士道
- 華と龍
- バレットダウン
- HAWAII FIVE-0
- 4400 未知からの生還者
- ボーイ・ミーツ・ワールド（リビー）
- 僕の彼女を紹介します
- ポセイドン
- ミステリーツアー
- ミッシング（アン）
- モナリザ・スマイル
- リクルート
- リセス 〜ぼくらの夏休みを守れ!〜
- ［リミット］
- 恋愛適齢期
- 連理の枝
- ロード・オブ・ザ・リング
- ワンス・アポン・ア・タイム・イン・チャイナ外伝 鬼脚（ジェーン〈シーラ・チェン〉）

### ゲーム
- ラチェット&クランク2 ガガガ!銀河のコマンドーっす（2003年）
- NARUTO -ナルト- ナルティメットヒーロー2（2004年）
- NARUTO -ナルト- 疾風伝 ナルティメットアクセル（2007年、木ノ葉街人）

### ナレーション
- 囲碁・将棋
- マイクロソフト用音声ガイド
- NOVA オトナ語の謎
- 池袋ふくろう祭り
- 航空大学音声ガイド

### CM
- 日野自動車
- ラグーナ
- TVショッピングスマートABS